# José María Pino Suárez, Hidalgo
José María Pino Suárez är en ort i Mexiko.   Den ligger i kommunen Tepetitlán och delstaten Hidalgo, i den sydöstra delen av landet, 100 km norr om huvudstaden Mexico City. José María Pino Suárez ligger 2 193 meter över havet och antalet invånare är 1 073.
Terrängen runt José María Pino Suárez är huvudsakligen kuperad, men den allra närmaste omgivningen är platt. Runt José María Pino Suárez är det ganska tätbefolkat, med 185 invånare per kvadratkilometer. Närmaste större samhälle är Tezontepec de Aldama, 16,5 km öster om José María Pino Suárez. Omgivningarna runt José María Pino Suárez är en mosaik av jordbruksmark och naturlig växtlighet.